# 中村 (茨城県)
中村（なかむら）は、茨城県真壁郡にかつて存在した村である。

## 地理
- 現在の筑西市、旧下館市の北東部に位置する。
- 村は五行川の西岸に位置する。

## 歴史

### 村名の由来
かつて大字中館とその周辺を中村と称したことによる。

### 村域の変遷
- 1889年（明治22年）4月1日 - 町村制施行により、中館村、谷部村、林村、石塔村、泉村、口戸村、樋口村、折本村、柴山村、筑瀬村が合併して真壁郡中村が発足。
- 1954年（昭和29年）3月15日 - 大田村・嘉田生崎村・河間村・五所村とともに下館町へ編入。同日中村廃止。

## 大字
- 中館（なかだて）
- 谷部（やべ）
- 林（はやし）
- 石塔（いしとう）
- 泉（いずみ）
- 口戸（くちど）
- 樋口（ひぐち）
- 折本（おりもと）
- 柴山（しばやま）
- 筑瀬（ちくぜ）

## 人口・世帯

### 人口
総数 [単位： 人]
| 1891年（明治24年） | 2,118 |
| 1920年（大正 9年） | 2,493 |
| 1935年（昭和10年） | 2,755 |
| 1950年（昭和25年） | 3,511 |

### 世帯
総数 [単位： 世帯]
| 1920年（大正 9年） | 450 |
| 1935年（昭和10年） | 470 |
| 1950年（昭和25年） | 601 |

## 交通

### 鉄道
- 日本国有鉄道（ → 東日本旅客鉄道 → 真岡鐵道）
  - ■真岡線
    - 折本駅